# Кишка (колбаса)

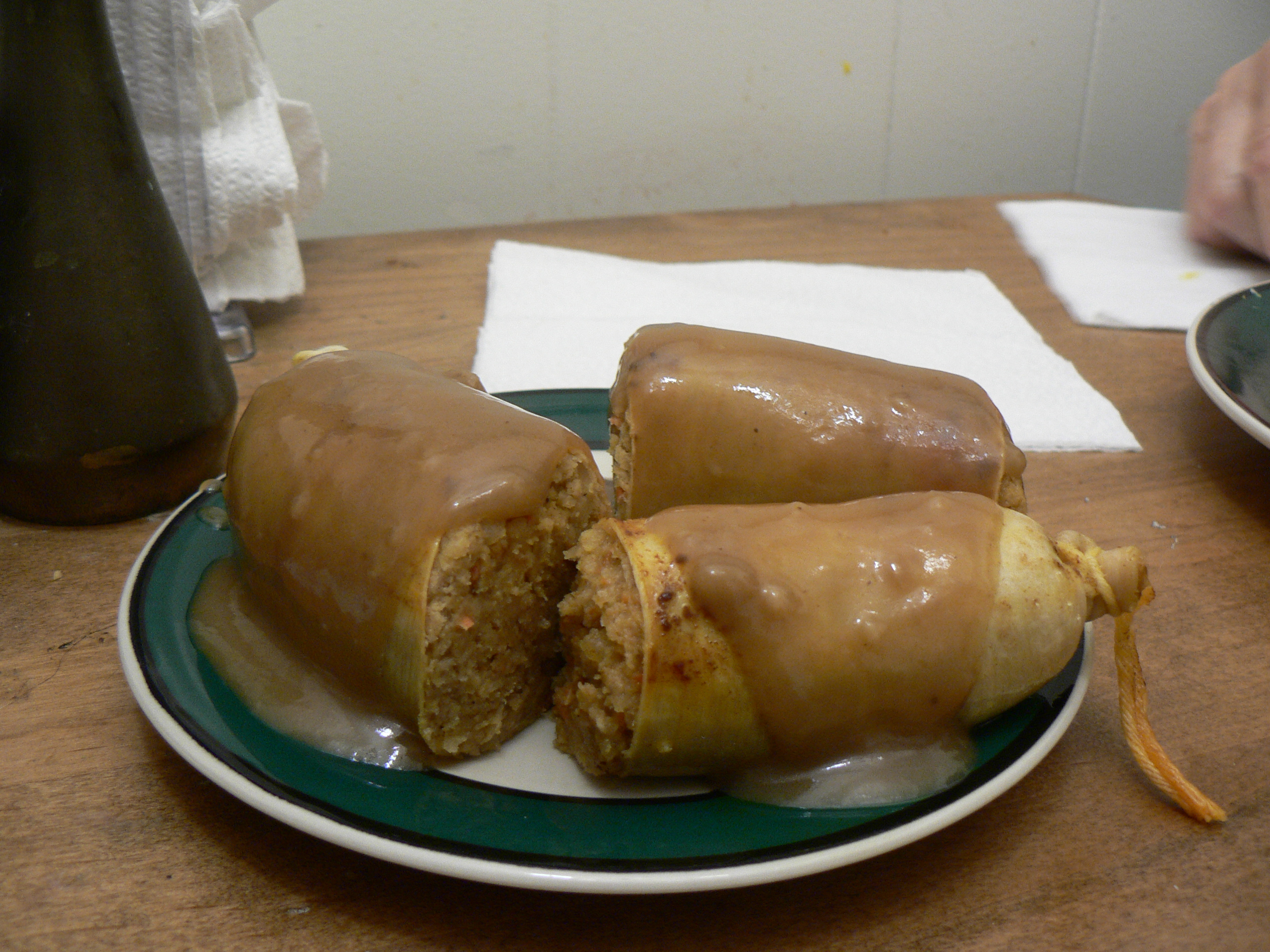
Кишка с соусом

Кишка́ (кровя́нка) (бел. кішка, крывянка) — традиционное блюдо белорусской кухни.
В отваренную или сырую крупу (как правило, гречневую, реже ячневую или рисовую) добавляют жир, шкварки, приправы и свежую свиную кровь, перемешивают и кладут (либо наливают) в толстые кишки, пекут на противне либо отваривают с последующим обжариванием. Иногда вместо круп кладут муку или толчёные сухари. Свежая кровь в домашних условиях доступна только во время забоя свиньи, поэтому блюдо является сезонным.
Литовцы называют это блюдо vėdarai, что означает «кишки» — в Белоруссии также нередок вариант названия во множественном числе.
Существует рецепт кишки с гречкой, где вместо крови берётся отварная свинина.
В XIX веке, когда широкое распространение картофеля вызвало революцию в питании белорусов, появился новый тип кишки — колбаса из тёртого картофеля со свиными шкварками. Постепенно словом «кишка» стали называть преимущественно такой тип колбасы, а традиционную кишку «переименовали» в кровянку (бел. крывянка). Новый тип кишки широко распространился в Белоруссии и Литве, а оттуда попал в Польшу. В Супрасле ежегодно в мае-июне проводится чемпионат мира в приготовлении картофельной кишки и картофельной бабки.
На Украине также кровяная колбаса (укр. кров’янка) достаточно широко распространена, в основном её готовят и продают в сёлах и небольших городах.